# Front républicain et socialiste
 (octobre 2024).
Si vous disposez d'ouvrages ou d'articles de référence ou si vous connaissez des sites web de qualité traitant du thème abordé ici, merci de compléter l'article en donnant les références utiles à sa vérifiabilité et en les liant à la section « Notes et références ».
Le Front républicain et socialiste (Frente Republicana e Socialista, FRS) est une ancienne coalition politique de gauche du Portugal créée à l'occasion des élections législatives de 1980. Elle réunissait le Parti socialiste, l'Union de la gauche pour la démocratie socialiste (UEDS), issue du monde associatif, et l'Action sociale-démocrate indépendante (ASDI), scission de gauche du Parti social-démocrate. 
Par la suite, la majorité de l'UEDS ralliera le PS tandis que l'ASDI cesse progressivement ses activités politiques.

## Résultats électoraux

### Assemblée de la République
| Année | Voix      | %     | Sièges   | Rang | Gouvernement | Élus                    |
| ----- | --------- | ----- | -------- | ---- | ------------ | ----------------------- |
| 1980  | 1 673 279 | 27,76 | 74 / 250 | 2e   | Opposition   | 66 PS, 4 UEDS et 4 ASDI |